# Herpystis
Herpystis is een geslacht van vlinders van de familie bladrollers (Tortricidae), uit de onderfamilie Olethreutinae.

## Soorten
- H. assimulatana Kuznetsov, 1997
- H. avida Meyrick, 1911
- H. cuscutae Bradley, 1968
- H. chrysosema Turner, 1946
- H. iodryas Meyrick, 1937
- H. jejuna Meyrick, 1916
- H. maurodicha Clarke, 1976
- H. mica kuznetsov, 1988
- H. mimica Clarke, 1976
- H. pallidula Meyrick, 1912
- H. physalodes (Meyrick, 1910)
- H. rusticula Meyrick, 1911
- H. theodora Clarke, 1976
- H. tinctoria Meyrick, 1916